# Cabela's Big Game Hunter II
Cabela's Big Game Hunter II es un videojuego de caza publicado por HeadGames Publishing, Inc. Es una secuela de Cabela's Big Game Hunter, y fue lanzado en 1998.

## Jugabilidad
Al comenzar el juego, el jugador puede crear un personaje en pantalla y comenzar con una cierta cantidad de dinero para comprar permisos, armas y equipo de caza. Al disparar correctamente al animal con un permiso, se muestra una pantalla que detalla los signos vitales del mismo y el jugador recibirá algo de dinero. El juego utiliza un movimiento circular de 360 grados en el que se pueden utilizar aromas y llamadas para atraer animales. Hay cuatro ubicaciones en el juego: Colorado, Canadá, Nuevo México y un safari africano.

## Recepción
Big Game Hunter II logró ventas globales de 350.000 unidades en febrero de 1999. El juego recibió críticas "desfavorables" según el agregador de reseñas de videojuegos GameRankings.

## Paquete de expansión
Cabela's Big Game Hunter II: Open Season es un paquete de expansión para el juego original. Se lanzó en 1998, presentando una gama de nuevas armas, municiones, animales, equipo de caza auténtico de Cabela y un nuevo mapa.